# Charles FitzGerald (4e duc de Leinster)
Charles William FitzGerald (30 mars 1819 - 10 février 1887) est un pair, titré duc de Leinster, et un homme politique irlandais.

## Biographie
Il est né à Dublin, en Irlande. Il est le fils de Augustus FitzGerald (3e duc de Leinster) et Charlotte Augusta Stanhope.
Il est haut-shérif de Kildare pour 1843 et député de Kildare de 1847 à 1852. En 1870, il obtient un siège à la Chambre des lords en tant que baron Kildare dans la pairie du Royaume-Uni ; il succède à son père en tant que duc en 1874.

## Famille
Il épouse Caroline Sutherland-Leveson-Gower (15 avril 1827 - Château de Kilkea, 13 mai 1887), fille de George Sutherland-Leveson-Gower (2e duc de Sutherland) et de Harriet Elizabeth Georgiana Howard, le 12 ou 13 octobre 1847 Trentham, Staffordshire, Angleterre. Ils ont 15 enfants:
- Geraldine FitzGerald (v. 1848 - 15 novembre 1867)
- Mabel FitzGerald (c. 1849 - 13 septembre 1850)
- Gerald FitzGerald (5e duc de Leinster) (16 août 1851 - 1er décembre 1893)
- Maurice FitzGerald (Carton, 16 décembre 1852 - château de Johnstown, 24 avril 1901), marié à Longford le 13 avril 1880, Adelaide Forbes (Dublin, 21 août 1860 - 18 novembre 1942).
- Alice FitzGerald (Carton, 12 décembre 1853 - 16 décembre 1941), mariée à Carton House le 2 mai 1882, à sir Charles John Oswald FitzGerald (1840-1912); leur fille Mabel aurait ensuite été l'épouse secrète d'Alfred de Saxe-Cobourg-Gotha
- Eva FitzGerald (château de Kilkea, 11 janvier 1855 - 13 février 1931), célibataire et sans descendance
- Mabel FitzGerald (château de Kilkea, 16 décembre 1855 - 8 décembre 1939), célibataire et sans descendance
- Frederick FitzGerald (18 janvier 1857 - 8 mars 1924), célibataire et sans descendance
- Walter FitzGerald (22 janvier 1858 - 31 juillet 1923), capitaine du 60e Rifles [1] célibataire et sans descendance
- Charles FitzGerald (château de Kilkea, 20 août 1859 - 28 juin 1928), marié à Calcutta le 21 novembre 1887 à Alice Sidonia Claudius (décédée en juillet 1909).
- George FitzGerald (16 février 1862 - 23 février 1924)
- Henry FitzGerald (château de Kilkea, 9 août 1863 - 31 mai 1955), marié à Taplow le 21 janvier 1891 à Inez Charlotte Grace Boteler (Taplow, 18__ - 1967)[2].
- Nesta FitzGerald (château de Kilkea, 5 avril 1865 - 7 décembre 1944), célibataire et sans descendance
- Margaret FitzGerald (v. 1866 - 26 octobre 1867)
- Robert FitzGerald (23 décembre 1868 - 23 décembre 1868)